# Хайланд (Калифорния)
Вижте пояснителната страница за други значения на Хайланд.
Хайланд (на английски: Highland) е град в окръг Сан Бернардино, щата Калифорния, САЩ. Хайланд е с население от 44 605 жители (2000) и обща площ от 35,7 km². Намира се на 399 m надморска височина. ЗИП кодовете му са 92346, а телефонният му код е 909.